# Синдром Стиклера
Синдром Стиклера (Давида—Стиклера, Стиклера—Вагнера) — группа наследственных коллагенопатий (II, IX и XI типы коллагена), впервые описанная Г. Стиклером в 1965. Другое название — наследственная артроофтальмопатия. Заболевание характеризуется измениями лица, поражением глаз, потерей слуха и патологией суставов.

## См. также
- Дисплазия соединительной ткани
- Синдром Элерса — Данлоса
- Синдром Марфана